# PWS–21
A PWS–21 a Podlasiei Repülőgépgyár (PWS) egymotoros, négyszemélyes utasszállító repülőgépe. Csak egy prototípusát építették meg.

## Története
A lengyel Közlekedési Minisztérium pályázatára a PWS-nél 1929-ben kezdődött el a repülőgép tervezése Stanisław Cywiński és Jarosław Naleszkewicz vezetésével. Az új gépet a LOT Lengyel Légitársaságnál üzemeltetett Junkers F 13-as gépek leváltására szánták. Az első, PWS–21 jelű változat egy felsőszárnyas, merevített szárnyakkal ellátott gép volt. A terv azonban nem valósult meg, mert a LOT túl kicsinek találta az utaskabint. A módosított, PWS–21bis jelű terv már egy szabadonhordó szárnyakkal felszerelt repülőgép volt, a konstrukció hasonlított az abban az időben klasszikusnak, az utasszállítóknál mintának számító Fokker F.VII konstrukciójára. Az SP-AEC lajstromjelű prototípus 1930 tavaszán repült először Biała Podlaskában. A gép a Lublin R–XI versenytársa volt a LOT-nál. A gép azonban sikertelen konstrukciónak bizonyult. Túl nehéz volt, melynek következtében alacsony volt az utazósebessége, korlátozott a hatótávolsága és az utazómagassága, valamint nagy felszállási úthosszal rendelkezett. 1931-ben a LOT kipróbálta a repülőgépet, de néhány tesztrepülés után visszaküldték a gyárnak. A prototípus 1931. szeptember 21-én egy balesetben összetört. A PWS–21-en alapuló PWS–24-es repülőgépet később a LOT forgalomba állította.

## Szerkezeti kialakítása és műszaki jellemzői
A repülőgép vegyes építésű. A törzs acélcsőből készült rácsszerkezet, melyet vászonnal borítottak. A szabadonhordó, kétfőtartós, egybeépített szárny fából készült, rétegeslemez-borítással. A kétfős (pilóta és szerelő) pilótafülkét a törzs elülső részében, a szárny előtt helyezték el. A pilótafülke mindkét oldalán üvegezett ajtó volt. A négy utas elhelyezésére alkalmas utaskabin a pilótafülke mögött, a szárny alatt kapott helyet. Az utasok ki- és beszállására a kabin bal oldalán ajtó volt. Szükség esetén öt személyt is szállíthatott a gép, ekkor az ötödik utas a pilótafülkében, a szerelő helyén ülhetett. Az utaskabinba illemhelyet is beépítettek. A repülőgép orrába a lengyelországi Škoda gyár által gyártott Wright Whirlwind J–5 kilenchengeres csillagmotort építették, mely kéttollú, állandó állásszögű fém légcsavart hajtott. A motor maximális teljesítménye 178 kW (240 LE), névleges teljesítménye 164 kW (220 LE) volt. A 250 l-es üzemanyagtartályt a szárny középső részébe építették be. Az áramlás javítása érdekében motor köré Townend-gyűrűt, a légcsavar tengelyére pedig áramvonalas kúpot szereltek. Futóműve hagyományos, hárompontos, a farokrészes csúszóval. A főfutók rugóstagjai a szárnyhoz csatlakoztak.

## Műszaki adatai (PWS–21bis)

### Tömeg- és méretadatok
- Fesztáv: 15 m
- Hossz: 9,44 m
- Szárnyfelület: 31,75 m²
- Magasság: 2,90 m
- Üres tömeg: 1317 kg
- Legnagyobb felszállótömeg: 2000 kg
- Hasznos terhelés: 683 kg

### Motor
- Motor típusa: Skoda Wright Whirlwind J–5 kilenchengeres léghűtéses csillagmotor
- Motorok száma: 1 db
- Maximális teljesítmény: 178 kW (240 LE)
- Névleges teljesítmény: 164 kW (220 LE)

### Repülési adatok
- Gazdaságos utazósebesség: 140 km/h
- Maximális sebesség: 167 km/h
- Leszálló sebesség: 93 km/h
- Emelkedőképesség: 1,3 m/s
- Szárny felületi terhelése: 63,2 kg/m²
- Utazómagasság: 1300 m
- Hatótávolság: 600 km

## Hasonló repülőgépek
- PWS–24
- Lublin R–XI
- Fokker F.VII

## Külső hivatkozások
A PWS–21 az Ugolok nyeba (airwar.ru) oldalán, oroszul